# Govert Dircksz Camphuysen
Govert Dircksz. Camphuysen (1624, Dokkum - 1672, Amsterdam) est un peintre néerlandais du siècle d'or. Il est connu pour ses peintures de portraits et d'animaux.

## Biographie
Govert Dircksz. Camphuysen est né à Dokkum aux nord de Pays-Bas. Il est le fils de Dirck Camphuysen, un poète, traducteur, et arminien. Après la mort de son père en 1627, sa mère Anna van Alendorp s'installe à Amsterdam. Govert Camphuysen épouse Nelletje Francken le 9 février 1647. En 1655, il s'établit en Suède sous la protection de la reine Hedwige Éléonore et peint de nombreux portraits tels que celui d'Olof Larsson. De nombreuses œuvres de Govert Camphuysen ont été souvent attribuées à Paulus Potter, tant le style des deux peintres présentent des similitudes. En 1665, il est de retour à Amsterdam. 
Il meurt en 1672 et est enterré le 4 juillet 1672 à la Nieuwe Kerk d'Amsterdam.

## Œuvres
- Séduction dans une étable[2], Rijksmuseum, Amsterdam